# Primi ministri del Kirghizistan
Il Presidente del Consiglio dei ministri del Kirghizistan (in kirgiso: Кыргыз Республикасынын премьер-министрлери; in russo: Председатель Кабинета министров Киргизской Республики; traslitterato Kyrgyz Respublikasynyn Ministrler Kabinetinin Töragasy) precedentemente noto come Primo ministro del Kirghizistan, presiede il Consiglio dei Ministri della Repubblica del Kirghizistan.

## Poteri
Fino al 2010, in Kirghizistan il Presidente della Repubblica del Kirghizistan aveva una posizione di preminenza nei confronti del Primo ministro. Successivamente al referendum costituzionale del 2010, il paese ha compiuto una transizione verso un sistema parlamentare, che da maggiori poteri al parlamento, il Consiglio supremo del Kirghizistan, e al Consiglio dei ministri a scapito del Presidente.
Questo sistema è stato poi annullato nel 2021 in seguito a un altro referendum costituzionale.

## Lista
| Primo ministro                                                                                        | Primo ministro                               | Primo ministro                               | Partito                                      | Mandato                                      | Mandato                                      | Capi di Stato     |
| Primo ministro                                                                                        | Primo ministro                               | Primo ministro                               | Partito                                      | Inizio                                       | Fine                                         | Capi di Stato     |
| --- | -------------------------------------------- | -------------------------------------------- | -------------------------------------------- | -------------------------------------------- | -------------------------------------------- | ----------------- |
| |                                              | Nasirdin Isanov                              | Indipendente                                 | 21 gennaio 1991                              | 29 novembre 1991                             | Askar Akayev      |
| |                                              | Andrey Iordan (Ad interim)                   | Indipendente                                 | 29 novembre 1991                             | 10 febbraio 1992                             | Askar Akayev      |
| |                                              | Tursunbek Chyngyshev                         | Indipendente                                 | 10 febbraio 1992                             | 13 dicembre 1993                             | Askar Akayev      |
| |                                              | Almanbet Matubraimov (Ad interim)            | Indipendente                                 | 13 dicembre 1993                             | 14 dicembre 1993                             | Askar Akayev      |
| |                                              | Apas Jumagulov                               | Indipendente                                 | 14 dicembre 1993                             | 14 marzo 1998                                | Askar Akayev      |
| |                                              | Kubanychbek Jumaliyev                        | Indipendente                                 | 14 marzo 1998                                | 23 dicembre 1998                             | Askar Akayev      |
| |                                              | Boris Silayev (Ad interim)                   | Indipendente                                 | 23 dicembre 1998                             | 25 dicembre 1998                             | Askar Akayev      |
| |                                              | Jumabek Ibraimov                             | Indipendente                                 | 25 dicembre 1998                             | 4 aprile 1999                                | Askar Akayev      |
| |                                              | Boris Silayev (Ad interim)                   | Indipendente                                 | 4 aprile 1998                                | 12 aprile 1999                               | Askar Akayev      |
| |                                              | Amangeldy Muraliyev                          | Indipendente                                 | 12 aprile 1999                               | 21 dicembre 2000                             | Askar Akayev      |
| |                                              | Kurmanbek Bakiev                             | Indipendente                                 | 21 dicembre 2000                             | 22 maggio 2002                               | Askar Akayev      |
| |                                              | Nikolaj Tanaev                               | Indipendente                                 | 22 maggio 2002                               | 25 marzo 2005                                | Askar Akayev      |
| |                                              | Nikolaj Tanaev                               | Indipendente                                 | 22 maggio 2002                               | 25 marzo 2005                                |                   |
| Ishenbai Kadyrbeko                                                                                    |                                              | Nikolaj Tanaev                               | Indipendente                                 | 22 maggio 2002                               | 25 marzo 2005                                |                   |
| Kurmanbek Salieviç Bakiev                                                                             |                                              | Nikolaj Tanaev                               | Indipendente                                 | 22 maggio 2002                               | 25 marzo 2005                                |                   |
| |                                              | Kurmanbek Bakiev                             | Movimento del Popolo del Kirghizistan        | 25 marzo 2005                                | 20 giugno 2005                               |                   |
| |                                              | Medetbek Kerimkulov (Ad interim)             | Indipendente                                 | 20 giugno 2005                               | 10 luglio 2005                               |                   |
| |                                              | Kurmanbek Bakiev                             | Movimento del Popolo del Kirghizistan        | 10 luglio 2005                               | 15 agosto 2005                               |                   |
| |                                              | Feliks Kulov                                 | Ar-Namys                                     | 15 agosto 2005                               | 29 gennaio 2007                              |                   |
| |                                              | Azim Isabekov                                | Ar-Namys                                     | 29 gennaio 2007                              | 29 marzo 2007                                |                   |
| |                                              | Almazbek Atambaev                            | Partito Socialdemocratico del Kirghizistan   | 29 marzo 2007                                | 28 novembre 2007                             |                   |
| |                                              | Iskenderbek Aidaraliyev (Ad interim)         | Indipendente                                 | 28 novembre 2007                             | 24 dicembre 2007                             |                   |
| |                                              | Igor Çudinov                                 | Ak Jol                                       | 24 dicembre 2007                             | 21 ottobre 2009                              |                   |
| |                                              | Daniyar Üsönov                               | Ak Jol                                       | 21 ottobre 2009                              | 7 aprile 2010                                |                   |
| Carica vacante (7 aprile – 17 dicembre 2010)                                                          | Carica vacante (7 aprile – 17 dicembre 2010) | Carica vacante (7 aprile – 17 dicembre 2010) | Carica vacante (7 aprile – 17 dicembre 2010) | Carica vacante (7 aprile – 17 dicembre 2010) | Carica vacante (7 aprile – 17 dicembre 2010) | Roza Otunbaeva    |
| |                                              | Almazbek Atambaev                            | Partito Socialdemocratico del Kirghizistan   | 17 dicembre 2010                             | 23 settembre 2011                            | Roza Otunbaeva    |
| |                                              | Өmürbek Babanov (Ad interim)                 | Partito della Repubblica del Kirghizistan    | 23 settembre 2011                            | 14 novembre 2011                             | Roza Otunbaeva    |
| |                                              | Almazbek Atambaev                            | Partito Socialdemocratico del Kirghizistan   | 14 novembre 2011                             | 1º dicembre 2011                             | Roza Otunbaeva    |
| |                                              | Өmürbek Babanov                              | Partito della Repubblica del Kirghizistan    | 1º dicembre 2011                             | 1º settembre 2012                            | Almazbek Atambaev |
| |                                              | Aaly Karashev (Ad interim)                   | Partito della Repubblica del Kirghizistan    | 1º settembre 2012                            | 5 settembre 2012                             | Almazbek Atambaev |
| |                                              | Jantörö Satıbaldiev                          | Indipendente                                 | 5 settembre 2012                             | 25 marzo 2014                                | Almazbek Atambaev |
| |                                              | Joomart Otorbaev                             | Indipendente                                 | 25 marzo 2014                                | 1º maggio 2015                               | Almazbek Atambaev |
| |                                              | Temir Sariev                                 | Indipendente                                 | 1º maggio 2015                               | 13 aprile 2016                               | Almazbek Atambaev |
| 18 |                                              | Sooronbay Jeenbekov                          | Partito Socialdemocratico del Kirghizistan   | 13 aprile 2016                               | 22 agosto 2017                               | Almazbek Atambaev |
| - |                                              | Muxammedkalıy Abılgaziev (facente funzioni)  | Indipendente                                 | 22 agosto 2017                               | 26 agosto 2017                               | Almazbek Atambaev |
| 19 |                                              | Sapar Isakov                                 | Partito Socialdemocratico del Kirghizistan   | 26 agosto 2017                               | 20 aprile 2018                               | Almazbek Atambaev |
| 19 | Sooronbay Jeenbekov                          | Sapar Isakov                                 | Partito Socialdemocratico del Kirghizistan   | 26 agosto 2017                               | 20 aprile 2018                               |                   |
| 20 |                                              | Muxammedkalıy Abılgaziev                     | Indipendente                                 | 20 aprile 2018                               | 15 giugno 2020                               |                   |
| 21 |                                              | Kubatbek Boronov                             | Indipendente                                 | 17 giugno 2020                               | 6 ottobre 2020                               |                   |
| |                                              | Sadır Japarov                                | Mekenchil                                    | 6 ottobre 2020                               | 10 ottobre 2020                              |                   |
| 22 | 10 ottobre 2020                              | Sadır Japarov                                | Mekenchil                                    | 14 novembre 2020                             | Sadır Japarov                                |                   |
| - |                                              | Artem Novikov(facente funzioni)              | Indipendente                                 | 14 novembre 2020                             | Sadır Japarov                                | 3 febbraio 2021   |
| 23 |                                              | Ulukbek Maripov                              | Indipendente                                 | 3 febbraio 2021                              | Sadır Japarov                                | 5 maggio 2021     |
| Ridefinizione della carica da Primo Ministro del Kirghizistan a Presidente del Consiglio dei ministri |                                              |                                              |                                              |                                              |                                              |                   |
| 1 |                                              | Ulukbek Maripov                              | Indipendente                                 | 5 maggio 2021                                | 12 ottobre 2021                              | Sadır Japarov     |
| 2 |                                              | Akylbek Japarov                              | Ar-Namys                                     | 12 ottobre 2021                              | Attuale                                      | Sadır Japarov     |